# Kuślin

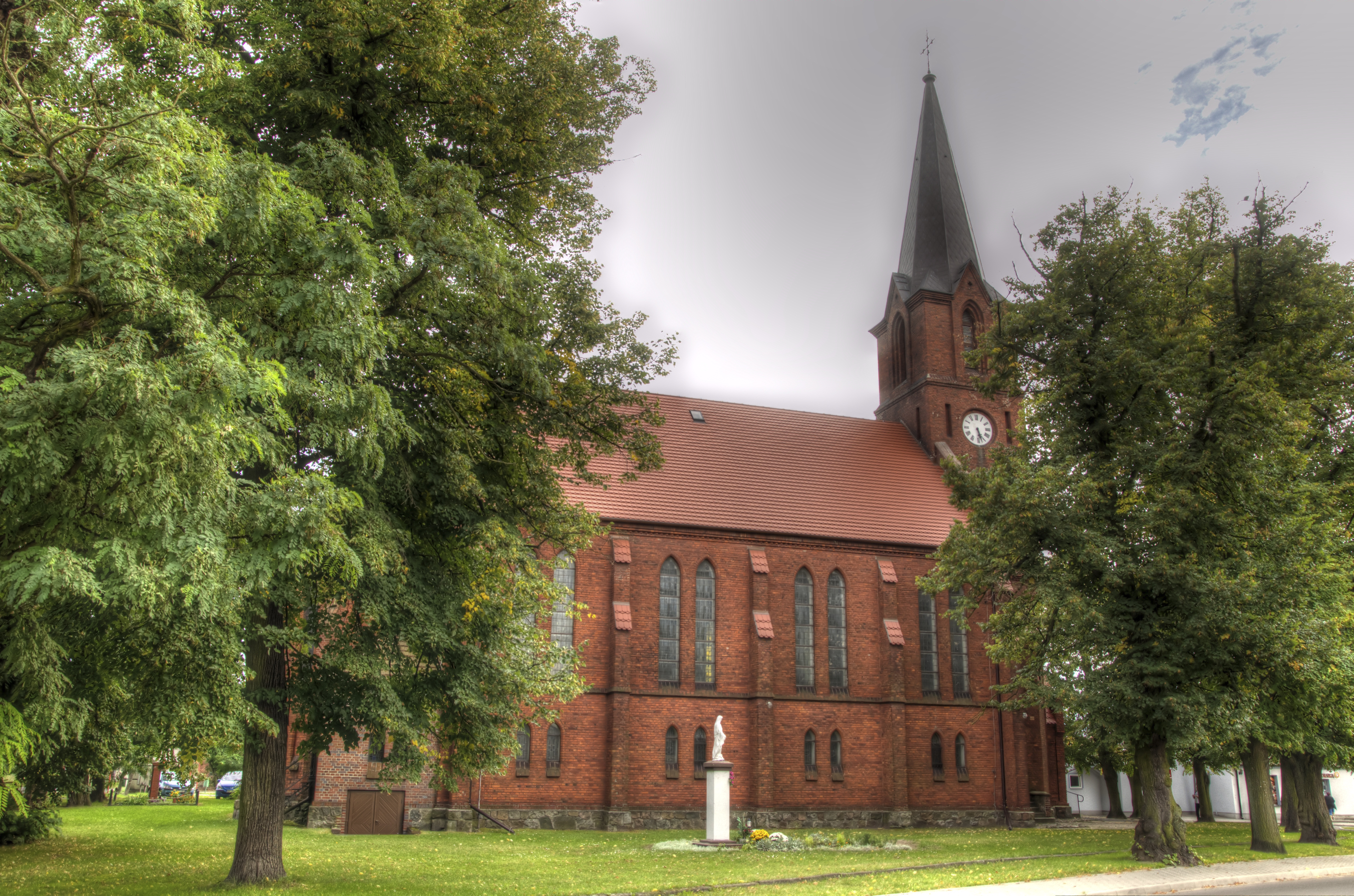
Dorfkirche Kuślin

Kuślin (deutsch Kuschlin) ist das namensgebende Dorf der Landgemeinde Kuślin im Powiat Nowotomyski in der polnischen Woiwodschaft Großpolen. Der Ort liegt rund dreizehn Kilometer nordöstlich von Nowy Tomyśl und vierzig Kilometer westlich von Posen. Im Jahr 2021 war eine Einwohnerzahl von 649 verzeichnet.

## Kulturdenkmale
Unter Denkmalschutz steht seit 1996 die zwischen 1881 und 1883 errichtete Dorfkirche Kuślin. Der Bau der neugotischen Saalkirche aus rotem Sichtmauerwerk erfolgte, nachdem Kuschlin 1865 zum Pfarrort einer Kirchengemeinde ernannt worden war. Die ehemals evangelische Kirche wurde nach der polnischen Übernahme der ehemals deutschen Gebiete nach 1945 zur katholischen Kirche und wird Zmartwychwstania Pańskiego (deutsch Auferstehungskirche) genannt.

## Persönlichkeiten
In Kuschlin geboren wurde der deutsche Akademie-Professor für plastische Anatomie, Maler und Bildhauer Wilhelm Tank (1888–1967). Tank war ein Sohn des evangelischen Superintendenten Emil Albert Ludwig Tank, der seit 1887 die Pfarrstelle der Kuschliner Kirche innehatte.